# Американский речной угорь
Американский речной у́горь (лат. Anguilla rostrata) — вид хищных катадромных рыб из семейства угрёвых, обитающих у восточного побережья Северной Америки.
Имеет змеевидное тело с маленькой заострённой головой. Верхняя часть тела коричневая, нижняя — кремово-жёлтая. Американский угорь имеет острые зубы. Очень напоминает европейского угря, но имеет другое число хромосом и рёбер. Крупнейший зарегистрированный экземпляр весил 7,3 кг, при длине 152 см.
Нерестится в море, после чего икринкам нужно от 9 до 10 недель для развития мальков. После вылупления молодые угри движутся к побережью Северной Америки и проводят в пресных водоемах большую часть жизни. Самка может отложить до 8,5 миллионов жизнеспособных икринок. Американские угри — моноциклические животные и потому гибнут после первого размножения.
Взрослые угри живут преимущественно в пресной воде, и найдены вдоль атлантического побережья Северной Америки, включая Чесапикский и Гудзонов залива. Охотятся преимущественно ночью, а днём скрываются в иле, песке или гальке.
Американский угорь является экономически важной рыбой на всём своём ареале. Их вылавливают в большом количестве как для употребления в пищу, так и для аквариумов. Угри питаются рыбами и беспозвоночными. 